# Star Trek: The Original Series
Star Trek, också känd som Star trek: The original series, (förkortat TOS eller ST:TOS) är en amerikansk science fiction-TV-serie skapad av Gene Roddenberry. Serien sändes i USA 1966–1969, och visades ursprungligen i NBC.
Vinjetten inleds med följande rader, lästa av huvudpersonen, kommendörkapten James T. Kirk (spelad av William Shatner):
Space, the final frontier. These are the voyages of the starship Enterprise. Its five-year mission: to explore strange new worlds; to seek out new life and new civilizations; to boldly go where no man has gone before.
"Rymden, den sista gränsen. Dessa är rymdskeppet Enterprises resor. Dess femåriga uppdrag: att utforska främmande nya världar; att söka nytt liv och nya civilisationer; att djärvt resa dit ingen människa tidigare har rest."

## Miljö och handling
Star Trek utspelar sig ombord på rymdskeppet Enterprise, vars uppdrag är att utforska främmande nya världar och resa dit ingen människa rest förut. I de flesta avsnitt reser besättningen till nya planeter och interagerar med lokalbefolkningen. Det finns oftast en tydlig sensmoral med varje avsnitt, när huvudpersonerna i en annan tid och miljö löser konflikter som är analoga med nutida (på 1960-talet) konflikter på jorden som krig och rasism.

## Banbrytande
Star Trek var banbrytande på flera fronter. Att sovjetmedborgare, Pavel Chekov, arbetade sida vid sida med amerikaner var med tanke på det kalla kriget vågat. Roddenberry kunde genom serien framföra sin syn på ett egalitärt utopiskt samhälle.
En av de ledande karaktärerna, Uhura, var en svart kvinna, och var den första att på amerikansk tv kyssa en vit man. Deras läppar möttes emellertid aldrig och det var en telepatiskt tvingad kyss. Eftersom detta var ett i tiden vågat ämne beordrade TV-bolaget NBC att scenen skulle filmas i två versioner; en där de kysser varandra, och en version där de inte gör det. Efter att ha spelat in den första versionen, saboterade Shatner och Nichols alla försök att filma den andra versionen vilket fick till följd att man tvingades inkludera kyss-versionen i avsnittet.

## Rollista
| William Shatner  | – James T. Kirk              |
| Leonard Nimoy    | – Spock                      |
| Nichelle Nichols | – Uhura                      |
| Walter Koenig    | – Pavel Chekov               |
| DeForest Kelley  | – Dr. Leonard McCoy, "Bones" |
| George Takei     | – Hikaru Sulu                |
| James Doohan     | – Montgomery Scott, "Scotty" |
| Majel Barrett    | – Dr. Christine Chapel       |

## Om serien
Serien hade Sverigepremiär i Sveriges Radio-TV den 4 februari 1977, och visades fram till 1 april på barnprogramtid (18.30) under fredagar i TV2 i nio avsnitt: Där ingen färdats förr (Where No Man Has Gone Before), I morgon är i går (Tomorrow Is Yesterday), Terrorbalans (Balance of Terror), På denna sida paradiset (This Side of Paradise), Staden på tidens rand (The City on the Edge of Forever), Krigsspel (A Taste of Armageddon), Den okända kraften (The Corbomite Maneuver), Uppdrag: Jorden (Assignment: Earth) och En dubbel möjlighet (The Alternative Factor).

### Fotnoter
1. ↑  hämtat från: engelskspråkiga Wikipedia.[källa från Wikidata]
2. ↑  ”Star Trek” (på engelska). TV.Com. Arkiverad från originalet den 24 september 2011. https://web.archive.org/web/20110924053343/http://www.tv.com/shows/star-trek/. Läst 26 januari 2017.
3. ↑  ”TV-tablåer via Kungliga bibliotekets sökning bland svenska dagstidningar”. Kungliga biblioteket. 4 februari till 1 april 1977. https://tidningar.kb.se/. Läst 12 december 2020.